# Волшебник

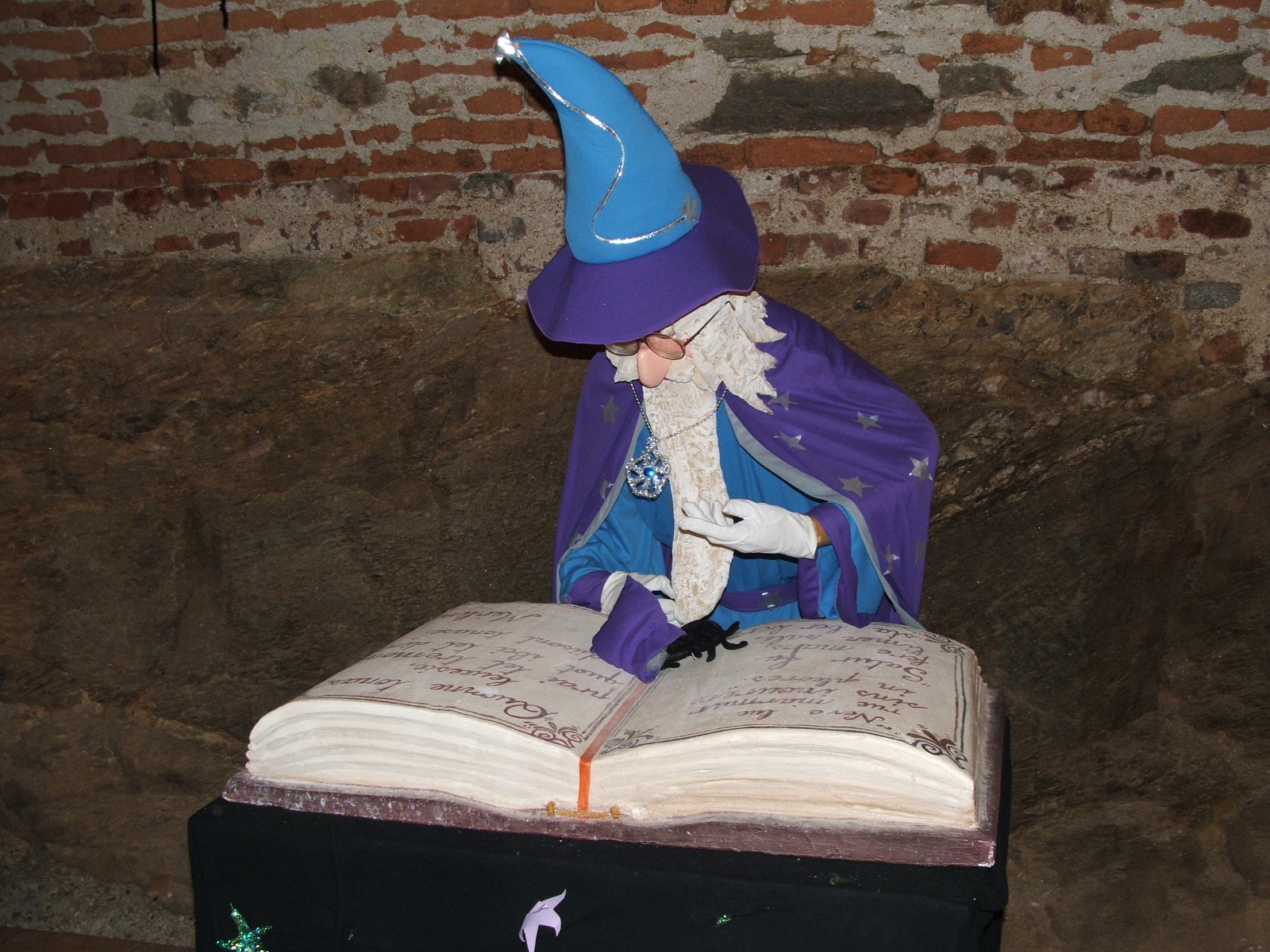
Изображение типичного волшебника в замке в итальянском селении Манта

Волшебник — сказочный герой, совершающий чудеса.
Образ волшебника встречается в фольклоре практически всех народов. Архетипическим волшебником является, например, Мерлин из цикла легенд о короле Артуре.
Кроме волшебников такого рода, в волшебных сказках встречаются так называемые волшебные помощники, помогающие главному герою (например, Серый Волк из сказки о Иване-царевиче и сером волке). В XX веке авторы литературных сказок и фэнтези использовали образ волшебного помощника, но со значительными изменениями. В такой интерпретации помощник переставал быть бесправным существом, инструментом, появляющимся в нужный момент — вместо этого он активно вовлекал героя в приключения и в дальнейшем оказывался чуть ли не одним из самых важных персонажей. 
Романы о волшебниках для юношеской аудитории стали популярными в 1950-е годы, что связано с именами таких писателей, как Клайв Льюис, Урсула Ле Гуин, Диана Уинн Джонс и Роберт Асприн. Этому способствовала и поддержка кинематографической индустрии, перенёсшей образ волшебника на экран.
Если ранее были характерны сюжеты об «опытных» волшебниках и их приключениях, то в конце 1990-х годов XX века — начале XXI века стали популярными сюжеты о том, «как стать волшебником». Их героем становился обычный ребёнок, которого обучают в специальных школах магии (цикл романов Джоан Роулинг о Гарри Поттере, трилогия Никоса Зерваса «Наука побеждать»).